# François-Auguste-Ferdinand Donnet
François-Auguste-Ferdinand Donnet (Bourg-Argental, 16 novembre 1795 – Bordeaux, 23 dicembre 1882) è stato un cardinale e arcivescovo cattolico francese.

## Biografia
Nato a Bourg-Argental il 16 novembre 1795, François-Auguste-Ferdinand Donnet studiò al Collegio di Annonay (1806-1813), passando poi al Seminario di Sant'Irenée di Lione ed infine alla Maison des Hautes Études nella medesima città.
Ordinato sacerdote il 7 marzo 1819 nella cattedrale di Lione, divenne professore di belle arti al Collegio di Belley nel 1813. Vicario nella Guillotière (1819), divenne pastore a Irigny, nella diocesi di Lione. Lavorò quindi come missionario a Saint-Etienne, Annonay, Bourg, Villefranche, Pont-de-Vaux, Chrlien, Tournon, Saint-Chamond ed in altri villaggi dal 1821 al 1827. Canonico onorario del capitolo della cattedrale di Blois, divenne pastore nella città di Villefranche-sur-Saône nell'ottobre del 1827 e successivamente venne promosso al rango di vicario generale della diocesi di Tours. Dal maggio al luglio del 1829 fu a Roma ad accompagnare l'arcivescovo di Tours e successivamente divenne vicario generale dell'arcidiocesi di Lione.
Nominato vescovo titolare di Roso e coadiutore del vescovo di Lione, ottenne i diritti di successione a Nancy dal 6 aprile 1835. Venne consacrato vescovo il 31 maggio 1835 nella chiesa delle Dames du Sacré-Coeur di Parigi da Charles-Joseph-Marie-Auguste de Forbin-Janson, vescovo di Nancy, assistito da Romain Gallard, vescovo di Meaux, e da Louis Blanquart de Bailleul, vescovo di Versailles. Malgrado le speranze, il suo sogno di succedere all'episcopato di Nancy venne vanificato dalla sua promozione, il 19 maggio 1837, alla sede metropolitana di Bordeaux, che gli portò il titolo di arcivescovo. Il 2 febbraio 1840 venne nominato commendatore dell'Ordine di San Gregorio Magno, ottenendo anche il titolo di conte da papa Gregorio XVI, il quale il 21 febbraio di quello stesso anno lo nominò tra i suoi assistenti al soglio pontificio.
Papa Pio IX lo elevò al rango di cardinale nel concistoro del 15 marzo 1852; ricevette la berretta cardinalizia ed il titolo di Santa Maria in Via il 27 giugno dell'anno successivo. In patria venne nominato senatore dell'Impero e poté partecipare al Concilio Vaticano I dal 1869-1870. Prese parte al conclave del 1878 che elesse papa Leone XIII.
Morì il 23 dicembre 1882 all'età di 87 anni. La sua salma venne esposta alla pubblica venerazione e poi sepolta nella cattedrale metropolitana di Bordeaux.

## Genealogia episcopale e successione apostolica
La genealogia episcopale è:
- Cardinale Scipione Rebiba
- Cardinale Giulio Antonio Santori
- Cardinale Girolamo Bernerio, O.P.
- Arcivescovo Galeazzo Sanvitale
- Cardinale Ludovico Ludovisi
- Cardinale Luigi Caetani
- Cardinale Ulderico Carpegna
- Cardinale Paluzzo Paluzzi Altieri degli Albertoni
- Papa Benedetto XIII
- Papa Benedetto XIV
- Papa Clemente XIII
- Cardinale Giovanni Francesco Albani
- Cardinale Carlo Rezzonico
- Cardinale Antonio Dugnani
- Arcivescovo Jean-Charles de Coucy
- Cardinale Gustave-Maximilien-Juste de Croÿ-Solre
- Vescovo Charles-Auguste-Marie-Joseph Forbin-Janson
- Cardinale François-Auguste-Ferdinand Donnet

La successione apostolica è:
- Vescovo Antoine-Louis-Adolphe Dupuch (1838)
- Vescovo Jean-Baptiste-Amédée Georges-Massonnais (1841)
- Vescovo Jean-Aimé de Levezou de Vezins (1841)
- Vescovo Antoine-Matthias-Alexandre Jacquemet (1849)
- Arcivescovo Louis-Antoine de Salinis (1849)
- Arcivescovo Pierre-Henri Gérault de Langalerie (1857)
- Vescovo Guillaume-Elisée Martial (1858)
- Vescovo Charles-Théodore Baudry (1861)
- Vescovo Jean-Baptiste Charles Gazailhan (1864)
- Vescovo Pierre-Paul de Cuttoli (1870)
- Vescovo Charles-Emile Freppel (1870)
- Vescovo Joseph-Clair Reyne (1870)
- Vescovo Pierre-Ferdinand Vitte, S.M. (1873)
- Arcivescovo Jean-Emile Fonteneau (1875)